# 佛陀耶舍

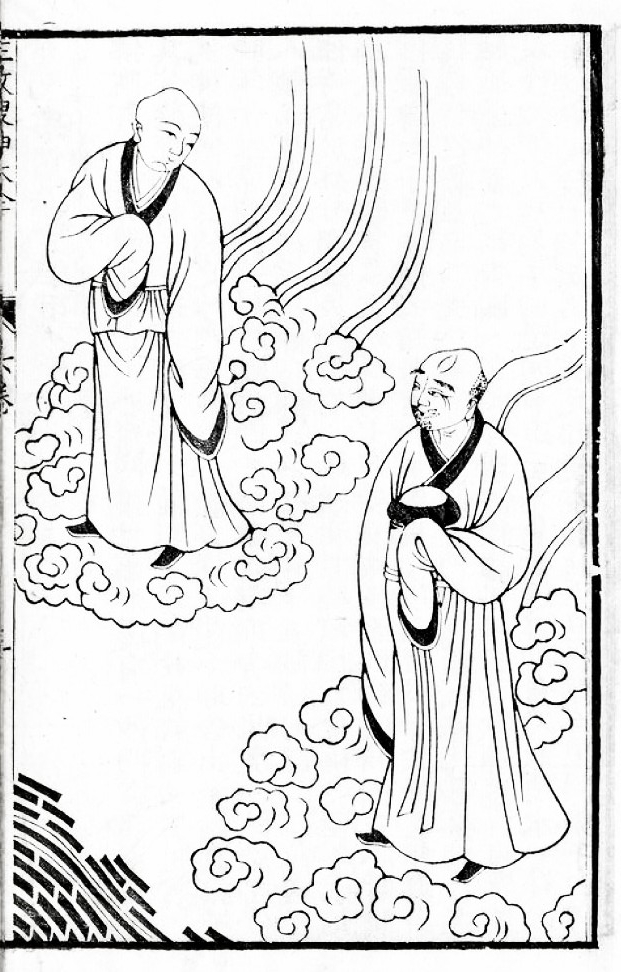
佛陀耶舍

佛陀耶舍，或作佛駄耶舍（IAST：Buddhayaśas，漢譯：覺明），婆羅門種姓罽賓人，為人赤髭。佛陀耶舍善誦毘婆沙，著名高僧鳩摩羅什受學於他，故被尊稱為「大毘婆娑」。

## 生平
佛陀耶舍出生於世代信奉印度教的婆羅門家庭。年幼時，他父親怒打前來行乞的佛教沙門，然後手腳痙攣，不能行走。在詢問巫師，向該位沙門懺悔而痊癒後，便令佛陀耶舍出家為其弟子。
到十九歲時，能誦大、小乘經，數百萬言。不過，耶舍為人簡傲，認為堪做己師的人不多，因此，不為同處僧人所重。至二十歲時，仍猶為沙彌。於是從舅舅學五明諸論和世間法術。直到二十七歲，才正式受比丘戒。

### 弘法經歷
之後，耶舍來到沙勒國（疏勒国，今新疆维吾尔自治区喀什地区疏勒县一带），得到該國太子達摩弗多的尊敬，而留在宮中，接受供養。不久，鳩摩羅什來到此處，從他受學《十誦律》等。鳩摩羅什後隨母親回龜茲，耶舍則續留沙勒國。爾後，苻堅派兵攻打龜茲，鳩摩羅什被俘，消息傳到耶舍耳中，不禁感嘆不知何時可再得見？
在沙勒國居留十幾年後，耶舍東去龜茲國，受到龜茲人的尊崇。此時在姑臧的鳩摩羅什寫信邀請他前去弘法，等耶舍一行人到了姑臧，鳩摩羅什已入長安。耶舍聽說姚興逼迫鳩摩羅什納妾，破了戒律，感嘆：「羅什如上好絲綿，卻處荊棘林中」。
其後，姚興在羅什的建議下，邀請耶舍到長安，兩人終於相見。見到了鳩摩羅什。二人開始共同翻譯佛經。羅什譯《十住經》時，於義理上仍有疑慮，當耶舍到來，兩相徵詢，惑解理定，方下手翻譯。
姚興曾賞賜布絹萬匹，四事供養，衣鉢臥具，滿三間屋，耶舍卻毫不關心。在弘始十二年耶舍出四分律凡四十四卷，至十四年譯畢。後又出長阿含經，由涼州沙門竺佛念譯為秦言、道含筆受，至十五年（413年）譯畢。後來耶舍辭別姚興，前往外國，到罽賓國，得《虛空藏菩薩經》一卷，讓商旅傳給涼州的僧人後，此後便杳無音訊。

## 譯經貢獻
中國佛教從苻堅到姚興在位期間，受到國家的支持，在譯經事業上有了長足發展。西元353年，前秦建國於長安，苻堅自己則稱帝於357年。苻堅征集了各地的高僧，如俘虜了名僧道安，一時「僧眾數千，大弘法化」。西元385年，苻堅被姚萇所殺，後秦成立。姚興即位於西元394年，姚興本人紹隆儒學，也重視佛教義學，於西元401年，打敗後涼呂隆，迎請鳩摩羅什到長安，集沙門五千餘人，統領中國佛教之風氣。
佛陀耶舍於後秦姚興年間，與鳩摩羅什譯經的時期重疊，他們又是師徒。他本人除了協助羅什譯出《十住經》外，個人則譯有《四分僧戒本》、《四分律》、《長阿含經》、《虛空藏菩薩經》。